# Maasbrug bij Wessem
De Maasbrug in Wessem vormt een belangrijke Noord-Zuidverbinding in Zuid-Nederland. De brug maakt deel uit van de autosnelweg A2 en ligt tussen Wessem en Maasbracht. Ook is er aan de westzijde van de brug een parallelweg voor langzaam verkeer.

## Bouw
Met de bouw van de brug werd begonnen in 1962. De Maasbrug bij Wessem is op 22 januari 1966 opengesteld voor het verkeer, daarvóór moest men gebruikmaken van het veerpont tussen Wessem en Maasbracht. Vanwege het toenemende verkeer werd die situatie problematisch, maar na de opening van de Maasbrug in 1966 verbeterde dit. In 2007 en 2011 kreeg de brug een grote opknapbeurt.
De brug heeft een totale lengte van 510 meter en overspant zowel de Maas als de monding van het parallel daaraan gelegen Julianakanaal. Het is een van de laatste bruggen die geen vluchtstroken heeft, later zijn de meeste bruggen toekomstvaster gebouwd. Het was de eerste rivierbrug in Nederland die als betonnen kokerbrug is aangelegd. Tevens was het de eerste autosnelwegbrug in Nederland die het principe van vrije uitbouw gebruikte. Anders dan bij de vijf weken eerder geopende Zeelandbrug, de eerste grote kokerbrug in Nederland, werd hier geen kraanconstructie over de gehele overspanning gebouwd, maar werd de brug volgens het moderne uitbouwprincipe aangelegd.

## Belangrijke verbinding
De A2/E25 en daarmee de Maasbrug is de belangrijkste weg richting Zuid-Limburg. Ook is het een belangrijke vakantieroute vanuit Nederland naar Zuid-Europa. In de directe nabijheid is de binnenhaven van Maasbracht een belangrijke bestemming voor industrieel verkeer.